# Klekátko (sedačka)

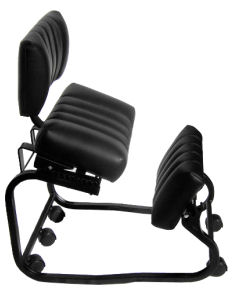
Klekátko

Klekátko, klekačka nebo klekací židle je druh židle, na které se váha těla rozkládá mezi hýždě a holeně.
Sedátko při tom svírá na rozdíl od židle s podlahou úhel přibližně 30 stupňů. Holenní a hýžďová sedací část se obvykle dá nastavit, příhodně k postavě. Díky jinému sklonu pánve a páteře by sezení na klekačce mělo být pro lidské tělo menší zátěží, než na klasické židli. Ovšem kvůli tomu, že klekačky většinou postrádají zádové opěradlo, není sezení na nich tolik komfortní. Vyžadují také jinou výšku pracovní plochy, než klasické židle.
Klekačku se nedoporučuje používat po dlouhou dobu sezení. V tomto případě je vhodné kombinovat ji se židlí.[zdroj?]